# Berthe Girardet
Pour les articles homonymes, voir Girardet.
Berthe Girardet, née Imer à Marseille le 8 avril 1861 et morte à Neuilly-sur-Seine le 6 décembre 1948, est une sculptrice française.

## Biographie
Berthe Imer nait à Marseille le 8 avril 1861 de Charles Gustave Imer (1826-1907), riche négociant d'origine suisse installé à Marseille, et d'Hélène Rogers, fille d'un négociant américain installé à Naples. 
Elle se forme dans l'atelier d'Émile Aldebert et auprès d'Antonin Carlés. 
Elle expose ses premières œuvres sous son de jeune fille de Berthe Imer jusqu'à son mariage en 1893 avec le peintre graveur Paul-Armand Girardet (1859-1915), descendant d'une famille d'artistes suisses originaires de Le Locle. Le couple a deux enfants.
En 1900 elle est médaille d'or à l'Exposition universelle.
Elle obtient une mention honorable au Salon des artistes français en 1901 pour L'enfant malade. 
Elle obtient en 1907 le Prix de sculpture de l'Union des Femmes peintres et sculpteurs.

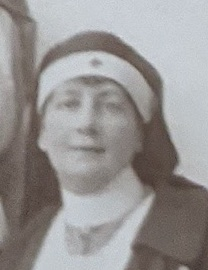
Berthe Girardet, infirmière lors de la première guerre mondiale. Fonds Laruelle, Département des estampes et de la photographie, BNF.

Pendant le premier conflit mondial, elle perd son fils Paul, aviateur, mort pour la France dans la Meuse le 6 aout 1917. Elle est infirmière auprès des blessés de guerre. En 1919 elle réside 50 boulevard Inkermann à Neuilly-sur-Seine.
En 1929 elle présente un groupe Tuberculose et taudis au salon de l'Union.
Elle expose au Salon jusqu'en 1933.
En 1942 elle présente un buste du Maréchal Pétain au salon de l'Union.
En 1944 elle est présidente de l'Union des femmes peintres et sculpteurs qui organise en janvier son 60è salon.
Elle décède en 1948 à Neuilly-sur-Seine (Hauts-de-Seine) et y est inhumée au cimetière nouveau.

## Œuvres
- Portrait de Paul Girardet au musée de Neuchâtel
- Le pêcheur du Tréport
- Le torero
- L'enfant malade
- Buste de jeune fille[8]
- Buste de vieille femme[9]
- Monument en souvenir de la collaboration des Croix-Rouge américaine et française à Chaulnes (Somme)
- Donnez aujourd'hui notre pain quotidien, Detroit Institute of Arts[10]
- Une partie de la statuaire de l'ossuaire de Douaumont[11].
- La sérénité, bas-relief situé dans l'allée Ray-Grassi à Marseille.
- Communiante, 1904, terre cuite, Musée Petiet, Limoux[12].
- La maternelle, 1908, modèle en plâtre, Petit Palais, Paris

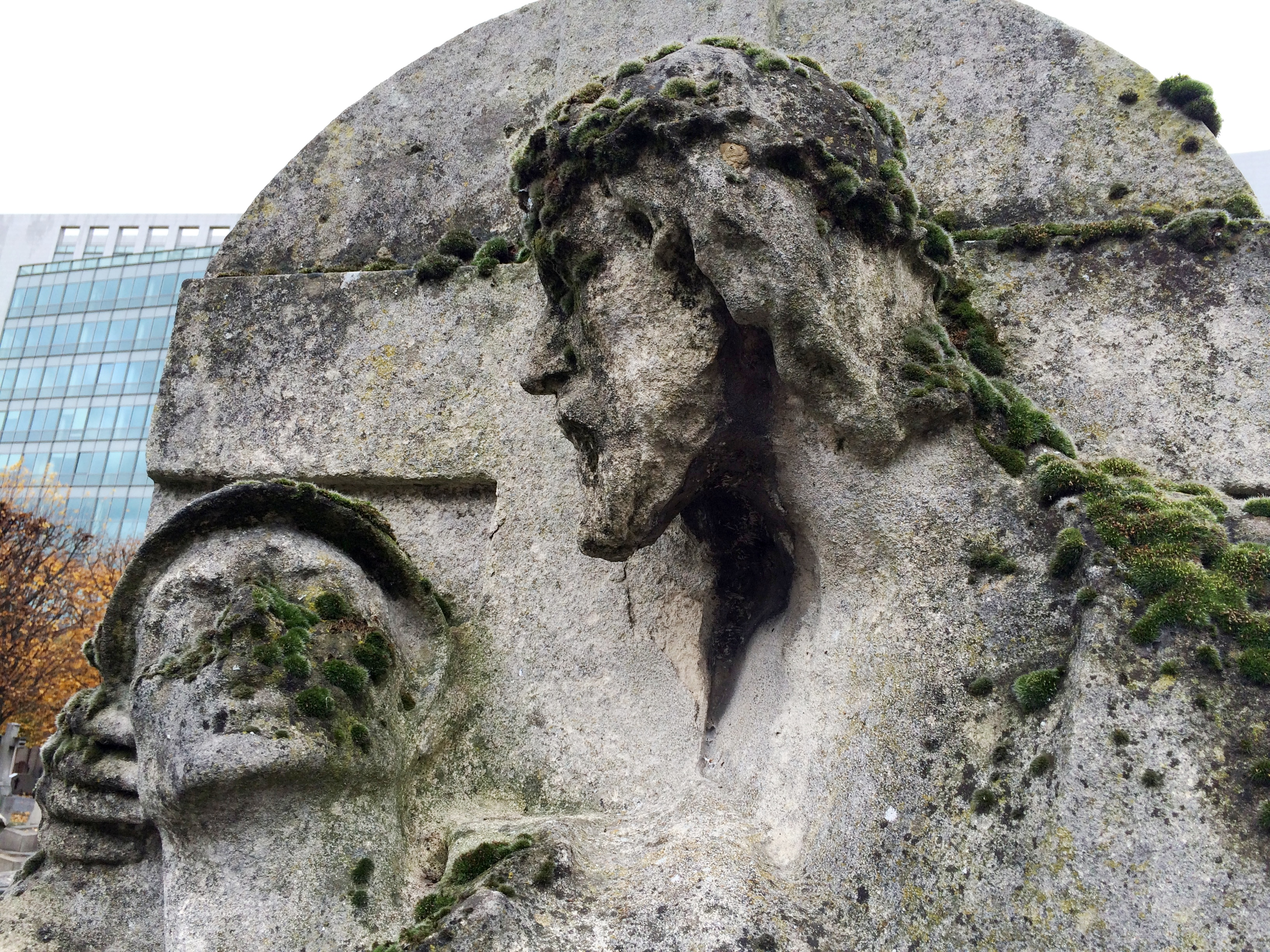
Détail de la sépulture.

Galerie
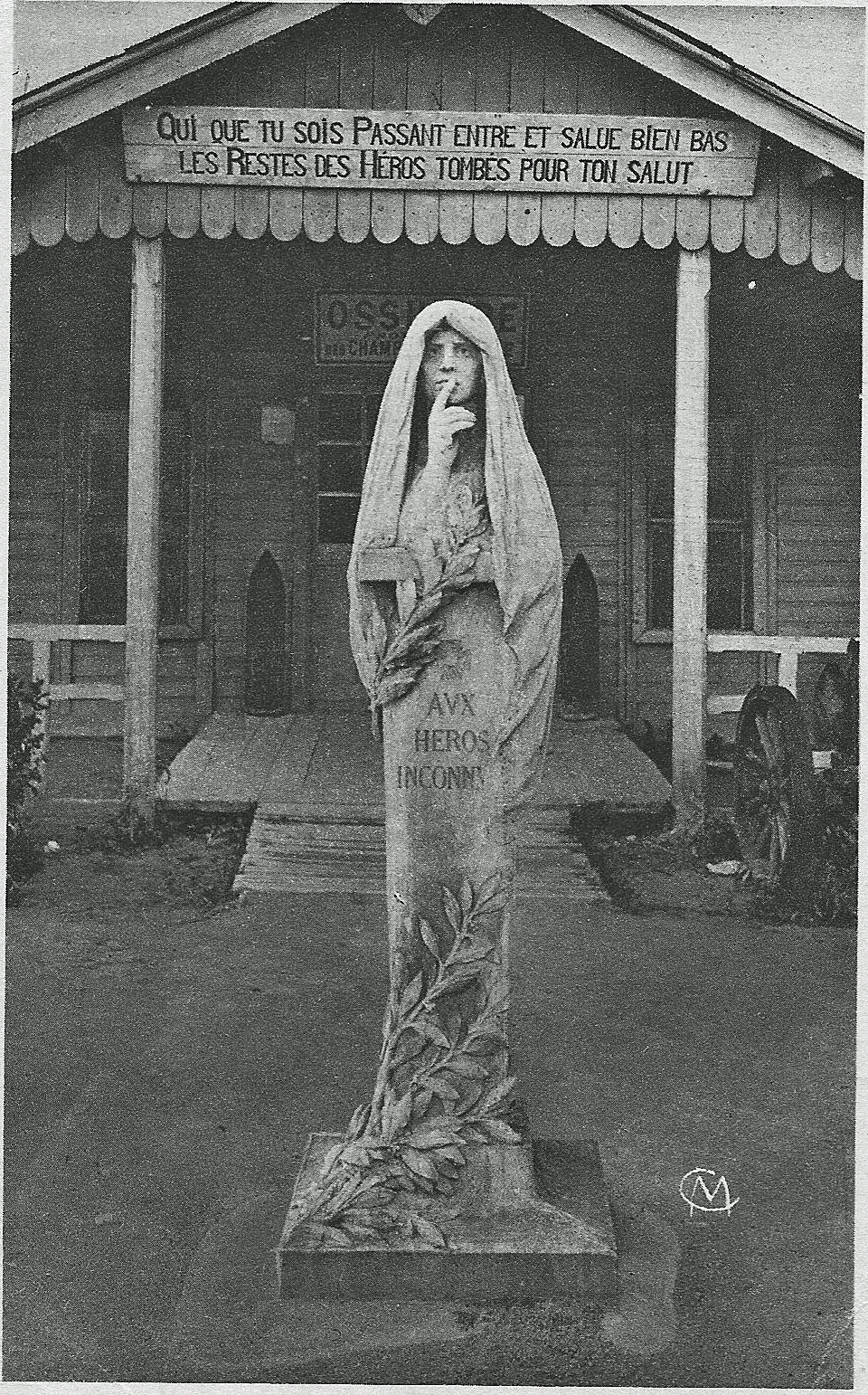
Statue de la Résignation devant l'ossuaire provisoire de Douaumont (vers 1920).
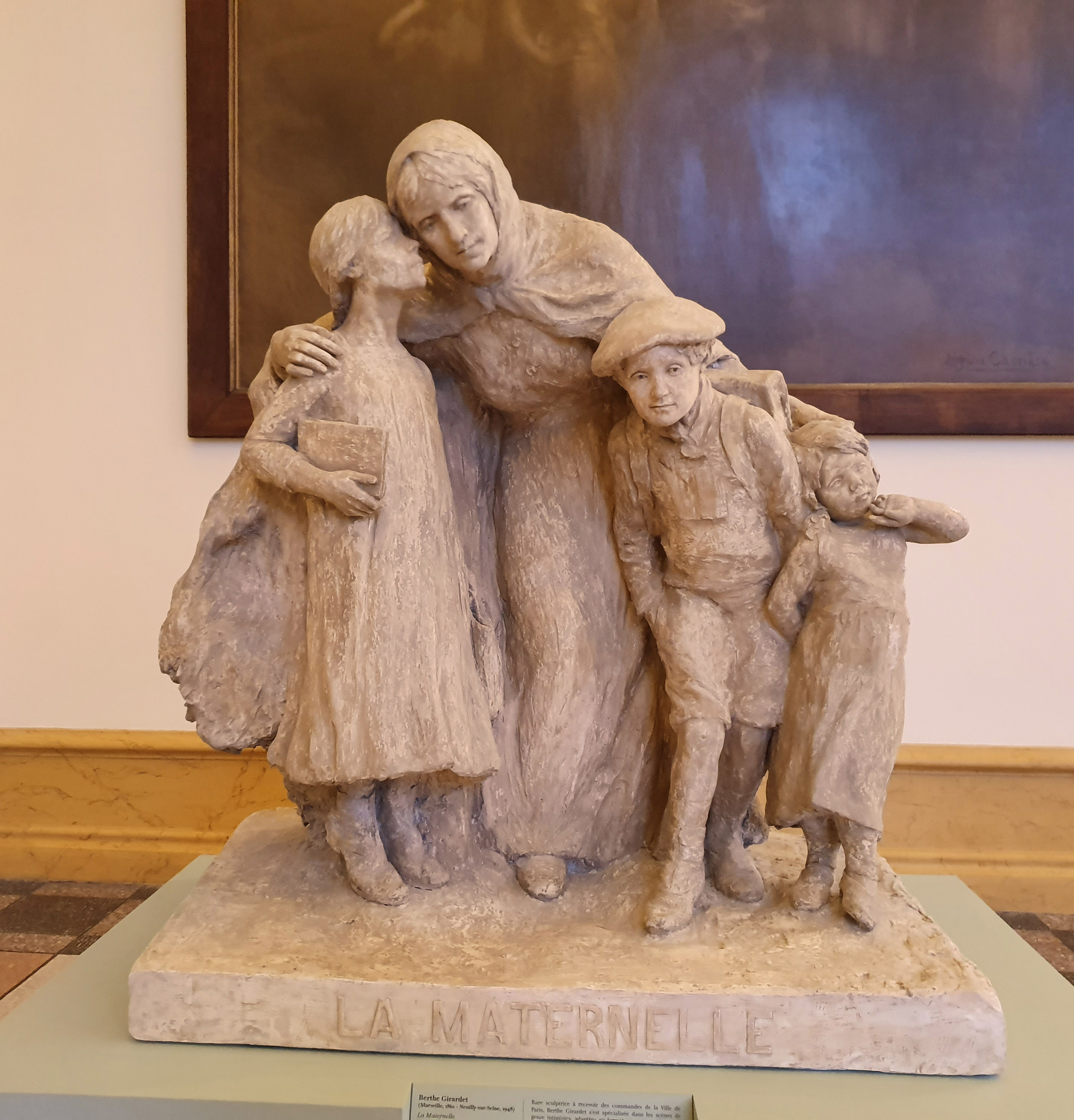
La maternelle, 1908, Modèle en plâtre, Petit Palais, Paris.
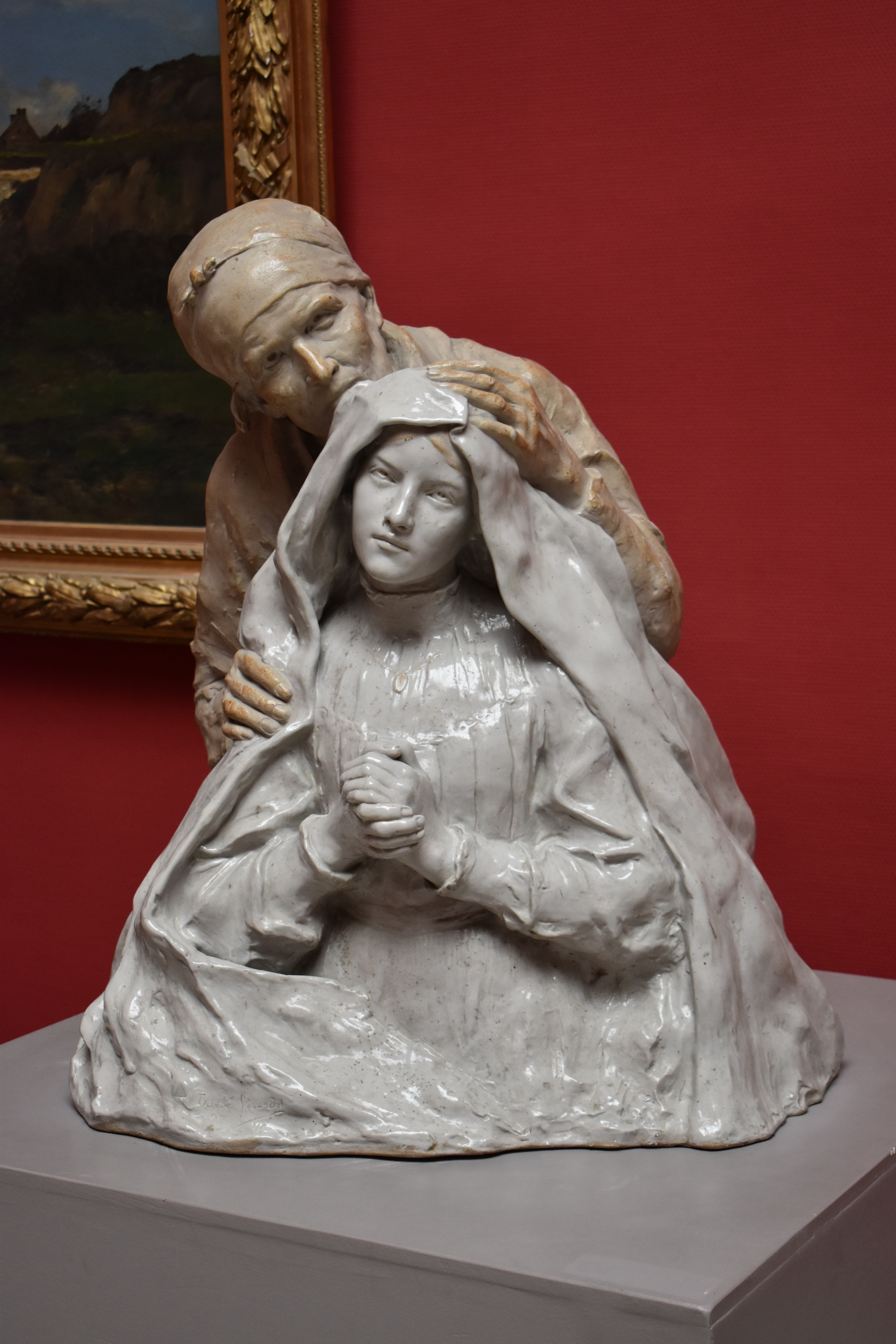
Communiante, terre cuite de 1904, manufacture de Sèvres, au Musée Petiet.